# Never Never
"Never Never" é o único single lançado pelo duo de synthpop britânico The Assembly, em 1983. A canção apresenta  nos vocais Feargal Sharkey, ex-vocalista da banda de punk rock norte-irlandesa The Undertones. A canção chegou ao número quatro no UK Singles Chart e permaneceu na parada por dez semanas.

## Faixas
1. Never, Never (Clarke) - 3:46
2. Stop/Start (E. Radcliffe) - 3:01

## Posição nas paradas musicais
| Parada (1983–1984)                          | Melhor posição |
| ------------------------------------------- | -------------- |
| Austrália (Kent Music Report)               | 95             |
| Bélgica (BRT Top 30)                        | 18             |
| Canadá (RPM)                                | 49             |
| Irlanda (IRMA)                              | 6              |
| França (SNEP)                               | 77             |
| Israel (IBA)                                | 4              |
| Países Baixos (Single Top 100)              | 42             |
| Nova Zelândia (Recorded Music NZ)           | 40             |
| Noruega (VG-lista)                          | 4              |
| Suécia (Sverigetopplistan)                  | 2              |
| Suíça (Schweizer Hitparade)                 | 5              |
| Reino Unido (UK Singles Chart)              | 4              |
| Alemanha Ocidental (Official German Charts) | 19             |
| Zimbabwe (ZIMA)                             | 6              |